# Dominikanerkloster St. Albert (Leipzig)

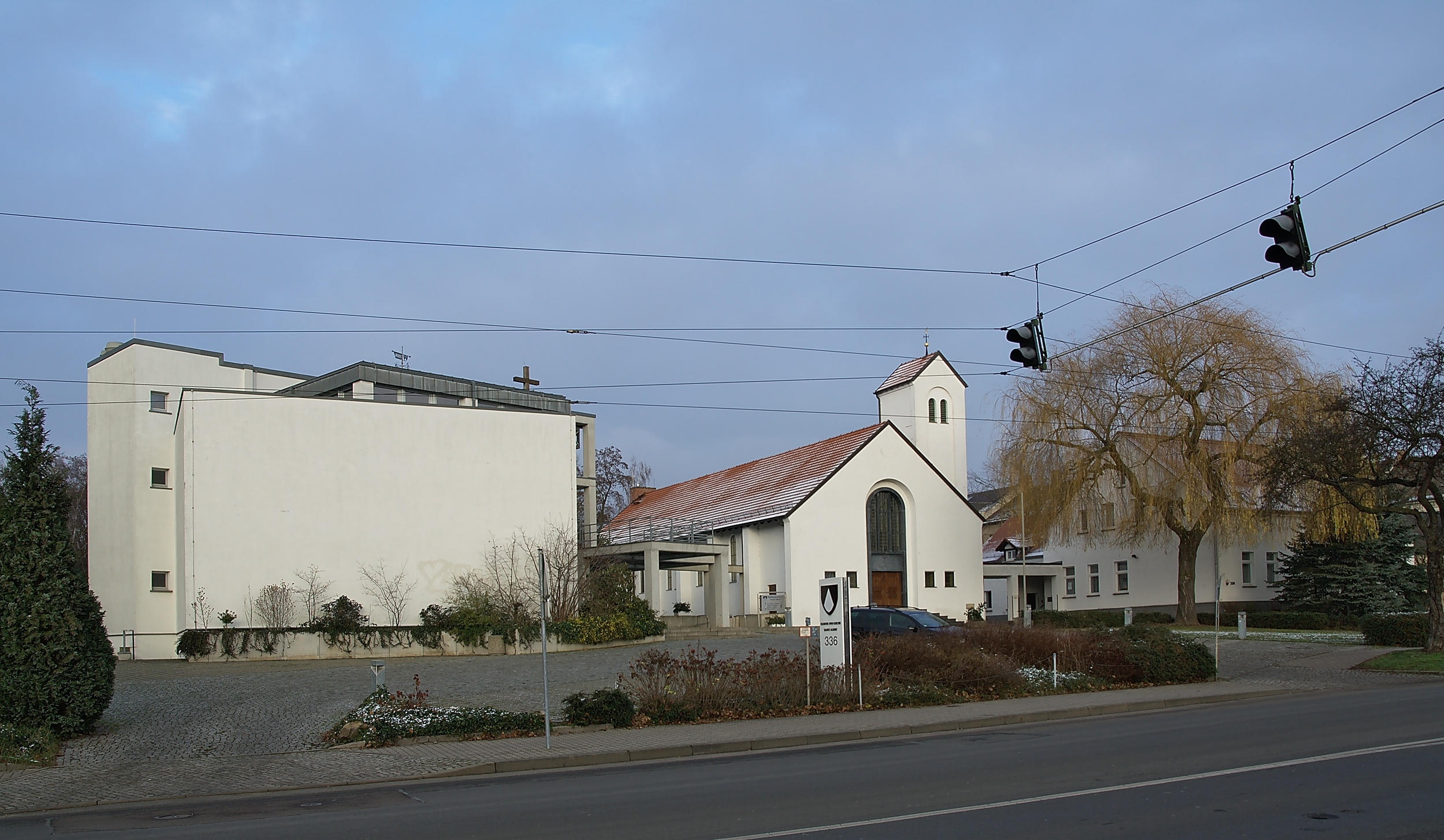
Das Gebäude des Dominikanerklosters St. Albert wurde 1951/52 nach Plänen des Architekten Andreas Marquardt errichtet

Das Dominikanerkloster St. Albert ist ein Kloster des Ordens der Dominikaner in der Georg-Schumann-Str. 336 in Leipzig, Stadtteil Wahren. In den Jahren 1942 bis 1945 versteckte der Superior Aurelius Arkenau im Kloster und im Pfarrhaus Deserteure, Juden, Kommunisten und Zwangsarbeiter und vermittelte ärztliche Hilfe und falsche Pässe. In der Klosterkirche verlieh am 5. August 1999 der damalige Botschafter des Staates Israel, Avi Primor, postum dem Superior die Auszeichnung „Gerechter unter den Völkern“ der israelischen Gedenkstätte Yad Vashem.

## Geschichte

### Vorgeschichte
Ein erstes Kloster der Dominikaner wurde im Jahr 1231 gegründet, im Jahr 1240 wurde die Klosterkirche (Paulinerkirche) von Erzbischof Hildebrand von Magdeburg unter dem Patrozinium des heiligen Paulus geweiht. Das Kloster bestand bis 1539, in Folge der Reformation wurde es aufgelöst. Das Gebäude wurde im Jahr 1543 der Universität Leipzig übergeben. Die Kirche wurde für universitäre Zwecke und für evangelische Gottesdienste genutzt.

### Geschichte des Klosters
Im Jahr 1931 erwarb die Ordensprovinz der Dominikaner das heutige Klostergrundstück. Im vorhandenen Wohnhaus wurde am 20. Dezember 1931 eine Kapelle, die St.-Albert-Kapelle, eingeweiht. Die weiteren Pläne zur Errichtung eines Klosters konnten in der Zeit der Diktatur der Nationalsozialisten nicht verfolgt werden.
Der im Jahr 1951 nach Leipzig-Wahren versetzte Pater Gordian Landwehr OP initiierte den Bau einer Klosterkirche. Am 13. Oktober 1951 erfolgte die Grundsteinlegung durch den Prior des Berliner Dominikanerklosters St. Paulus, P. Heribert Grotendorst. Nach den Plänen des Architekten Andreas Marquart aus Leipzig wurde die Kirche unter Leitung des Baumeisters Rudolf Peuser errichtet und am 16. November 1952 durch den Bischof von Meißen Heinrich Wienken geweiht. Im September 1953 wurde die vom Kloster betreute Gemeinde zur selbständigen Pfarrei erhoben. In den Jahren 1968 und 1969 wurde die Anlage um ein Gebäude für ein eigenes Noviziat erweitert.
Im Jahr 1994 wurde auf Beschluss des Provinzkapitels der Ordensprovinz Teutonia aus dem Jahr 1992 im Kloster eine Kommunität aus sechs Dominikanern und vier Dominikanerinnen gegründet. Der Provinzial Manuel Merten erhob am 21. September 1996 die Gemeinschaft zum Konvent.
In Hinsicht auf diese Erhebung sollten die baulichen Gegebenheiten geändert werden. Am Vortag der Konventserhebung legte Bischof Joachim Reinelt den Grundstein für einen Neubau des Klostergebäudes. An dieses wurde ein neuer Turm mit Glocke, genannt St. Magdalena-Glocke, angebaut. Das gesamte Ensemble aus Klostergebäudeneubau, Kirche, Pfarrhaus und offenem Vorplatz wurde am 18. April 1998 eingeweiht.

## Klosterkirche

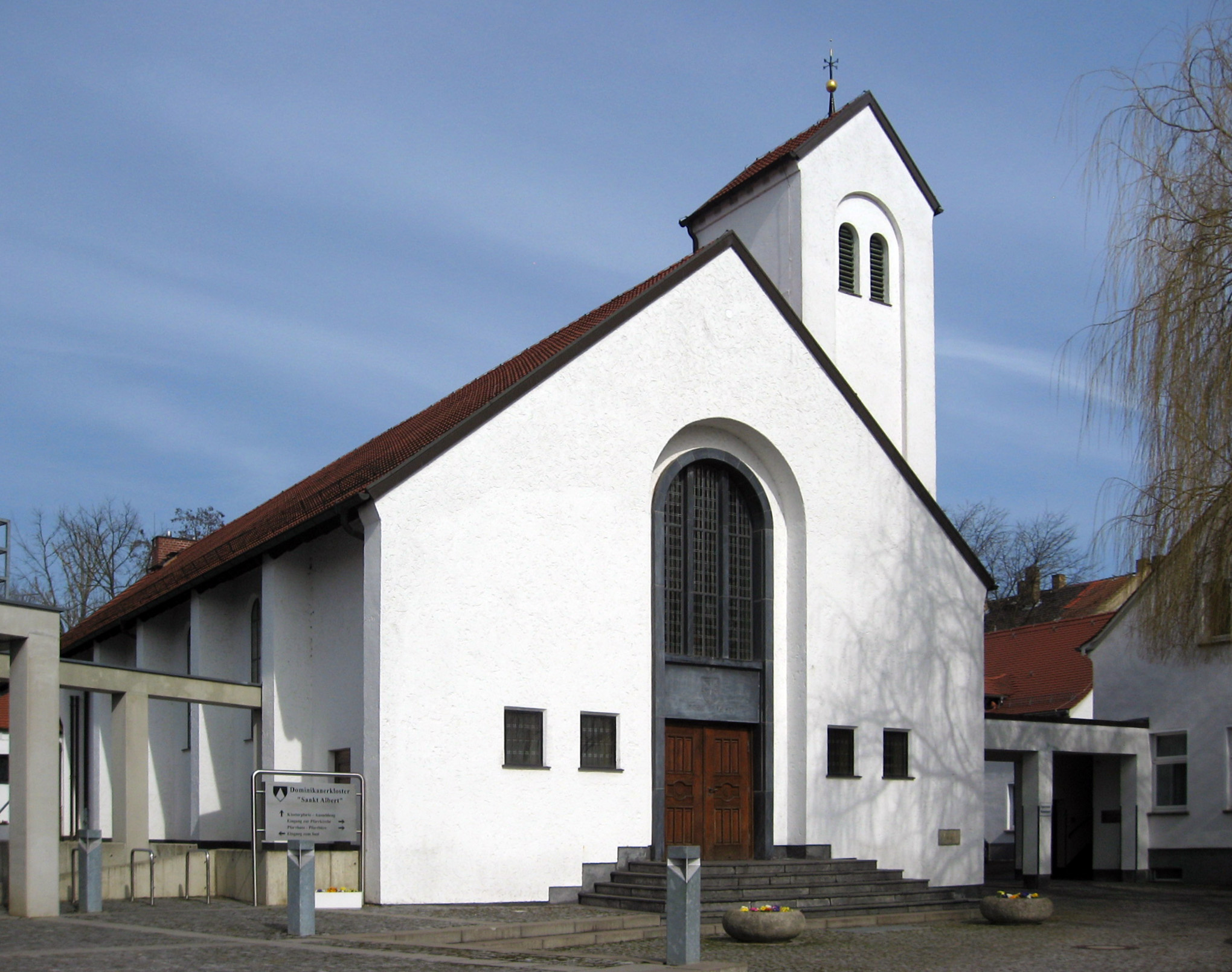
Kirche St. Albert (2010)

Die Kirche ist als Saalkirche aus verputztem und weiß angestrichenem Ziegelmauerwerk mit einem Glockenturm an der Ostseite gestaltet. Sie wurde im Jahr 1999 außen renoviert, seit 2001 wird der Innenraum saniert; bisher wurden die Holzdecke und die Heizung erneuert und der Altarraum wurde neu bestuhlt.
Im Jahr 1952 wurde das Orgelbauunternehmen Alfred Schmeisser aus Rochlitz mit dem Bau einer Orgel beauftragt. Diese wurde zur Osternacht am 18. April 1954 erstmals gespielt, und am 9. Mai 1954 geweiht. Die Orgel verfügt über pneumatisch traktierte Kegelladen und über insgesamt 1200 klingende Pfeifen, die auf zwei Manuale, ein Pedal und 19 klingende Register verteilt sind.
Die drei Glocken der Kirche, hergestellt von der Glockengießerei Schilling & Lattermann, wurden von Provinzial P. Wunibald Brachhäuser am 16. Januar 1955 geweiht.
Wesentliches Element in der Architektur der Kirche ist der Rundbogen. Er findet sich in der Öffnung von Orgelempore und Altarraum zum Kirchenschiff und in einem dreiteiligen Bogenfenster über der Vorhalle. Dieses Fenster wird mit dem Haupteingang durch einen Blendbogen auf der nach Süden gerichteten Schauseite zusammengefasst. Rundbogenfensterpaare beleuchten die Kirche. Nahe dem Triumphbogen sind an das Kirchenschiff apsidiale Kapellen mit rundbogigem Zugang angebaut. Schlanke Bogenstellungen trennen den Altarraum von zwei seitlichen Nebenräumen.

### Altarraum
Der um zwei Stufen erhöhte Altarraum wurde in den Jahren 1961/1962 erstmals nach den Entwürfen von Artur Becker aus Leipzig neu gestaltet; eine weitere Umgestaltung in den Jahren von 1973 bis 1975 durch Kurt Nowotny, Coswig, erfolgte unter Verwendung des vorhandenen Saalburger Marmors. Die Leipziger Bronzebildgießerei Noack fertigte den Tabernakel, den Ambo und die Altarleuchter an.

## Tätigkeiten
Das Kloster unterhält eine bedingt öffentlich nutzbare Präsenzbibliothek mit einem Bestand von etwa 5000 Bänden zu Themen der Theologie, der Philosophie und der Kunst, sowie mit Bildbänden und Nachschlagewerken.
Das Kloster betreibt ein Gästehaus mit 16 Zimmern. Es stehen Tagungsräume, ein Oratorium und ein Kaminzimmer zur Verfügung. Zu verschiedenen geistlichen Themen werden Veranstaltungen angeboten.

## Konvent
Der Kommunität gehören derzeit (September 2024) neun Mitglieder in unterschiedlicher ordensrechtlicher Anbindung an. Sie arbeiten unter anderem als Gemeindeseelsorger, Exerzitien- und Geistliche Begleiter. Derzeitiger Prior ist Bernhard Venzke OP.